# 曼海姆草地竞赛俱乐部
曼海姆1896草地运动俱乐部（德語：Verein für Rasenspiele Mannheim 1896）是德国一家总部设于巴登-符腾堡州曼海姆的传统体育俱乐部，现时约有730名会员，并曾夺得过1949年的德國錦標賽。足球隊現時於德國第五級別的巴登-符騰堡足球高級聯賽角逐。

## 球會歷史
1900年加入德國足球協會，1910-14年期間，五內四次贏得西部地區聯賽(Westkreis-Liga)冠軍，1922年贏得歐登瓦德地區聯賽(Kreisliga Odenwald)冠軍，1925年再贏得萊茵地區聯賽(Bezirksliga Rhein)及德國南部聯賽冠軍。
二次大戰之後，在1949年德國錦標賽，首場比賽便以5比0大勝漢堡，最後以11分晉級決賽，在90,000名觀眾面前，加時以3比2擊敗多蒙特，贏得球會唯一一次德國足球冠軍。